# Travni Dol
Travni Dol je naselje u slovenskoj Općini Novom Mestu. Travni Dol se nalazi u pokrajini Dolenjskoj i statističkoj regiji Jugoistočnoj Sloveniji. 

## Stanovništvo
Prema popisu stanovništva iz 2002. godine naselje je imalo 13 stanovnika.